# 特溫比尤特鎮區 (北達科他州迪瓦德縣)
特溫比尤特鎮區（英語：Twin Butte Township）是位於美國北達科他州迪瓦德縣的一個鎮區。

## 地方資料
特溫比尤特鎮區的面積為93.37平方千米，當中陸地面積為89.85平方千米，而水域面積為4.52平方千米。根據2020年美國人口普查的數據，當地共有人口12人，而人口密度為每平方千米0.13人。